# 戈利岑家族
戈利岑家族（俄语：Голи́цын）是一个源于立陶宛大公国的俄罗斯贵族家族。在科列茨基家族断绝后，戈利岑家族开始以格迪米纳斯诸后裔之长自居。该家族的家名来源于立陶宛语词汇Geležìs，意为铁手套。家族的血缘源自格迪米纳斯第二子、阿尔吉尔达斯之兄纳里曼塔斯。